# WWE SummerSlam
Der WWE SummerSlam ist eine jährlich im August ausgetragene Wrestlingveranstaltung der US-amerikanischen Wrestlingliga WWE. Sie gehört neben der Survivor Series, dem Royal Rumble und WrestleMania zu den vier großen und traditionsreichsten Pay-per-View-Veranstaltungen (Big Four-PPVs) der WWE und wird seit einigen Jahren als zweitgrößte Veranstaltung nach WrestleMania vermarktet. Am Veranstaltungswochenende finden daher auch Conventions und Autogrammstunden statt. Das Motto des SummerSlam ist seit mehreren Jahren wiederkehrend „The Biggest Party of the Summer“.

## Geschichte

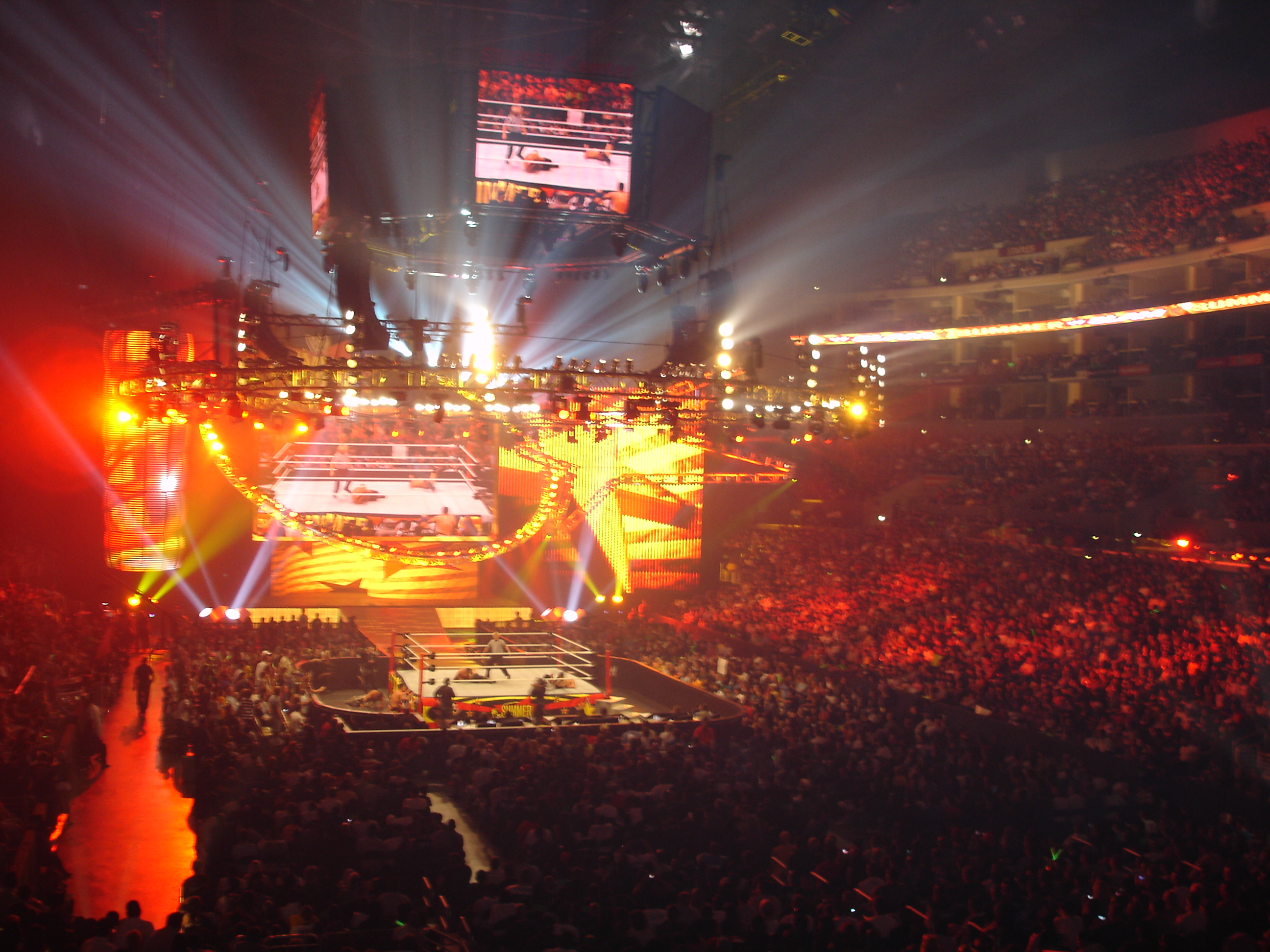
Das SummerSlam Event im Jahr 2009.

Die Bezeichnung the big four (dt. die großen vier) ist zurückzuführen auf das Jahr 1989, als die damalige WWF (Vorgänger der heutigen WWE) erstmals vier PPVs in einem Jahr abgehalten hat. Wobei Wrestlemania im Jahr 1985 die erste jährliche Großveranstaltung war, gefolgt von der Survivor Series 1987, dem SummerSlam 1988 und dem Royal Rumble als PPV 1989 (bereits ein Jahr zuvor wurde der Royal Rumble im Kabelfernsehen uraufgeführt). Erst fünf Jahre später fing die WWE an, ihr PPV-Angebot auszubauen und strahlte zwischen 1993 und 2002 mit dem King-of-the-Ring-Turnier (das bereits in den Jahren zuvor als House-Show Event abgehalten wurde) erstmals einen fünften PPV in einem Jahr aus.
Mit der ersten Markentrennung zwischen RAW und SmackDown! in zwei getrennte Kader von 2002 bis 2011 sowie seit der erneuten Trennung im Juli 2016 werden die Big Four als sogenannte Cross Brand-PPVs bezeichnet, also als Veranstaltungen, bei denen Wrestler beider Kader auftreten und z. T. in Matches gegeneinander antreten („Interpromotional Match“).

## Liste der Veranstaltungen
| #  | Veranstaltung | Datum                         | Ort                         | Arena                             | Zuschauer | Hauptkampf |
| -- | ------------- | ----------------------------- | --------------------------- | --------------------------------- | --------- | --- |
| 01 | SummerSlam    | 29. August 1988               | New York City               | Madison Square Garden             | 20.000    | Hulk Hogan und Randy Savage (The Mega Powers) vs. Ted DiBiase und André the Giant (The Mega Bucks) mit Gast-Ringrichter Jesse Ventura                                                                                   |
| 02 | SummerSlam    | 28. August 1989               | East Rutherford             | Meadowlands Arena                 | 20.000    | Hulk Hogan und Brutus Beefcake vs. Randy Savage und Zeus |
| 03 | SummerSlam    | 27. August 1990               | Philadelphia                | The Spectrum                      | 19.304    | The Ultimate Warrior (c) vs. Rick Rude in einem Steel-Cage-Match um die WWF World Heavyweight Championship |
| 04 | SummerSlam    | 26. August 1991               | New York City               | Madison Square Garden             | 20.000    | Hulk Hogan und The Ultimate Warrior vs. Sgt. Slaughter, General Adnan und Colonel Mustafa in einem Handicap-Elimination-Match mit Gast-Ringrichter Sid Justice                                                          |
| 05 | SummerSlam    | 29. August 1992               | London, England             | Wembley-Stadion                   | 80.355    | Bret Hart (c) vs. Davey Boy Smith um die WWF Intercontinental Championship |
| 06 | SummerSlam    | 30. August 1993               | Auburn Hills, Michigan      | Palace of Auburn Hills            | 23.954    | Yokozuna (c) vs. Lex Luger um die WWF World Heavyweight Championship |
| 07 | SummerSlam    | 29. August 1994               | Chicago                     | United Center                     | 23.000    | The Undertaker vs. The Undertaker |
| 08 | SummerSlam    | 27. August 1995               | Pittsburgh                  | Pittsburgh Civic Arena            | 18.062    | Diesel (c) vs. King Mabel um die WWF World Heavyweight Championship |
| 09 | SummerSlam    | 18. August 1996               | Cleveland                   | Gund Arena                        | 17.000    | Shawn Michaels (c) vs. Vader um die WWF World Heavyweight Championship |
| 10 | SummerSlam    | 03. August 1997               | East Rutherford             | Continental Airlines Arena        | 20.213    | The Undertaker (c) vs. Bret Hart um die WWF World Heavyweight Championship mit Gast-Ringrichter Shawn Michaels |
| 11 | SummerSlam    | 30. August 1998               | New York City               | Madison Square Garden             | 19.066    | Steve Austin (c) vs. The Undertaker um die WWF Championship |
| 12 | SummerSlam    | 22. August 1999               | Minneapolis                 | Target Center                     | 17.370    | Steve Austin (c) vs. Triple H vs. Mankind in einem Triple-Threat-Match um die WWF Championship mit Gast-Ringrichter Jesse Ventura                                                                                       |
| 13 | SummerSlam    | 27. August 2000               | Raleigh, North Carolina     | Entertainment and Sports Arena    | 18.810    | The Rock (c) vs. Kurt Angle vs. Triple H in einem Triple-Threat-Match um die WWF Championship |
| 14 | SummerSlam    | 19. August 2001               | San José, Kalifornien       | Compaq Center                     | 15.293    | Booker T (c) vs. The Rock um die WCW Championship |
| 15 | SummerSlam    | 25. August 2002               | Hempstead                   | Nassau Veterans Memorial Coliseum | 14.797    | The Rock (c) vs. Brock Lesnar for the Undisputed WWE Championship |
| 16 | SummerSlam    | 24. August 2003               | Phoenix, Arizona            | America West Arena                | 17.113    | Triple H (c) vs. Chris Jericho vs. Kevin Nash vs. Shawn Michaels vs. Randy Orton vs. Goldberg in einem Elimination-Chamber-Match um die World Heavyweight Championship                                                  |
| 17 | SummerSlam    | 15. August 2004               | Toronto                     | Air Canada Centre                 | 17.640    | Chris Benoit (c) vs. Randy Orton um die World Heavyweight Championship |
| 18 | SummerSlam    | 21. August 2005               | Washington, D.C.            | MCI Center                        | 18.176    | Hulk Hogan vs. Shawn Michaels |
| 19 | SummerSlam    | 20. August 2006               | Boston                      | TD Banknorth Garden               | 16.168    | Edge (c) vs. John Cena um die WWE Championship |
| 20 | SummerSlam    | 26. August 2007               | East Rutherford             | Continental Airlines Arena        | 17.441    | John Cena (c) vs. Randy Orton um die WWE Championship |
| 21 | SummerSlam    | 17. August 2008               | Indianapolis                | Conseco Fieldhouse                | 12.480    | The Undertaker vs. Edge in einem Hell-in-a-Cell-Match |
| 22 | SummerSlam    | 23. August 2009               | Los Angeles                 | Staples Center                    | 14.116    | Jeff Hardy (c) vs. CM Punk in einem Tables-Ladders-&-Chairs-Match um die World Heavyweight Championship |
| 23 | SummerSlam    | 15. August 2010               | Los Angeles                 | Staples Center                    | 14.178    | John Cena, Daniel Bryan, Edge, Chris Jericho, Bret Hart, R-Truth und John Morrison (Team WWE) vs. Wade Barrett, Justin Gabriel, Heath Slater, David Otunga, Skip Sheffield, Michael Tarver und Darren Young (The Nexus) |
| 24 | SummerSlam    | 14. August 2011               | Los Angeles                 | Staples Center                    | 17.404    | CM Punk (c) vs. John Cena (c) um die Undisputed WWE Championship mit Gast-Ringrichter Triple H |
| 25 | SummerSlam    | 19. August 2012               | Los Angeles                 | Staples Center                    | 17.482    | Brock Lesnar vs. Triple H in einem No-Disqualification-Match |
| 26 | SummerSlam    | 18. August 2013               | Los Angeles                 | Staples Center                    | 14.500    | John Cena (c) vs. Daniel Bryan um die WWE Championship mit Gast-Ringrichter Triple H |
| 27 | SummerSlam    | 17. August 2014               | Los Angeles                 | Staples Center                    | 14.079    | John Cena (c) vs. Brock Lesnar um die WWE World Heavyweight Championship |
| 28 | SummerSlam    | 23. August 2015               | New York City               | Barclays Center                   | 15.589    | The Undertaker vs. Brock Lesnar |
| 29 | SummerSlam    | 21. August 2016               | New York City               | Barclays Center                   | 15.974    | Brock Lesnar vs. Randy Orton |
| 30 | SummerSlam    | 20. August 2017               | New York City               | Barclays Center                   | 16.128    | Brock Lesnar (c) vs. Samoa Joe vs. Roman Reigns vs. Braun Strowman um die WWE Universal Championship |
| 31 | SummerSlam    | 19. August 2018               | New York City               | Barclays Center                   | 16.169    | Brock Lesnar (c) vs. Roman Reigns um die WWE Universal Championship |
| 32 | SummerSlam    | 11. August 2019               | Toronto, Ontario            | Scotiabank Arena                  | 16.904    | Brock Lesnar (c) vs. Seth Rollins um die WWE Universal Championship |
| 33 | SummerSlam    | 23. August 2020               | Orlando, Florida            | Amway Center                      | 0         | Braun Strowman (c) vs. Bray Wyatt um die WWE Universal Championship in einem Falls Count Anywhere Match |
| 34 | SummerSlam    | 21. August 2021               | Las Vegas, Nevada           | Allegiant Stadium                 | 51.326    | Roman Reigns (c) vs. John Cena um die WWE Universal Championship |
| 35 | SummerSlam    | 30. Juli 2022                 | Nashville, Tennessee        | Nissan Stadium                    | 48.449    | Roman Reigns (c) vs. Brock Lesnar um die WWE Universal Championship in einem Last Man Standing Match |
| 36 | SummerSlam    | 5. August 2023                | Detroit, Michigan           | Ford Field                        | 59.194    | Roman Reigns (c) vs. Jey Uso um die Undisputed WWE Universal Championship |
| 37 | SummerSlam    | 3. August 2024                | Cleveland, Ohio             | Cleveland Browns Stadium          | 57.791    | Cody Rhodes (c) vs. Solo Sikoa um die Undisputed WWE Championship |
| 38 | SummerSlam    | 2. August 2025 3. August 2025 | East Rutherford, New Jersey | MetLife Stadium                   | 113.722   | Night 1: Gunther (c) vs. CM Punk um die World Heavyweight Championship Night 2: John Cena (c) vs. Cody Rhodes um die Undisputed WWE Championship                                                                        |
| 39 | SummerSlam    | 1. August 2026 2. August 2026 | Minneapolis, Minnesota      | U.S. Bank Stadium                 |           | |

## Trivia und Statistik
- Das Eröffnungsmatch des SummerSlam 1988 und somit das allererste SummerSlam-Match überhaupt endete mit einem Time-Limit Draw, also mit einem Unentschieden nach Ablauf der zuvor festgelegten Matchzeit. Dies war das bislang einzige Mal in der Geschichte des SummerSlam.
- Bei den ersten beiden SummerSlam-Events fand kein WWE-World-Championship-Match statt, da Randy Savage und Hulk Hogan als jeweils amtierende Champions in Tag-Team-Matches eingebunden waren.
- Der SummerSlam 1992 ist bis dato der einzige der „Big-Four“-PPVs, der jemals außerhalb des amerikanischen Kontinents abgehalten wurde. Gleichzeitig ist es der SummerSlam mit den meisten Ticketverkäufen.
- Den ersten Wechsel der WWE World Championship gab es erst beim 10. SummerSlam im Jahr 1997, Bret Hart besiegte hier The Undertaker.
- Bei 32 stattgefundenen SummerSlams wechselte der wichtigste Titel der Liga nur 13-mal den Besitzer (7 × WWE Championship, 1 × WCW Championship, 3 × World Heavyweight Championship und 2 × WWE Universal Championship)
- Brock Lesnar besiegte beim SummerSlam 2002 The Rock und wurde dadurch mit 25 Jahren jüngster WWE Champion.
- Randy Orton wurde beim SummerSlam 2004 durch seinen Sieg über Chris Benoit mit 24 Jahren jüngster World Heavyweight Champion und zugleich der jüngste Weltschwergewichts-Champion im Wrestling.[2]
- Die meisten Mainevents beim SummerSlam bestritt Brock Lesnar, er stand achtmal im letzten Match des Abends.
- Die meisten Auftritte beim SummerSlam kann Randy Orton vorweisen: Er trat insgesamt 17-mal an und gewann davon bisher 9 Matches.[3]
- Die meisten Siege beim SummerSlam kann der Undertaker vorweisen: Er trat insgesamt 16-mal an und gewann davon 10 Matches.[4]
- Zwischen 2009 und 2014 fand der SummerSlam sechsmal hintereinander am selben Austragungsort (Staples Center, Los Angeles) statt.
- Zwischen 2015 und 2018 fand der SummerSlam viermal hintereinander am selben Austragungsort (Barclays Center, New York City) statt.[5]
- Seit 2025 findet der SummerSlam wie WrestleMania an zwei Tagen statt.